# Зареєстрований план пенсійних заощаджень (Канада)
Зареєстрований план пенсійних заощаджень, фр. Régime enregistré d'épargne-retraite (REER); англ. Registered Retirement Savings Plan (RRSP) — спеціальний тип банківського рахунку в Канаді для збереження заощаджень та інвестицій. Такий рахунок має певні податкові привілеї у порівнянні з інвестиціями, які робляться не через рахунки з податковими привілеями. RRSP було запроваджено 1957 року для того, щоб сприяти пенсійним заощадженням як для найманих робітників, так і для тих, хто мав власний бізнес.
Правила встановлюють розмір максимального річного внеску, термін внесення, дозволені активи, а також можливість конверсії у Зареєстрований фонд пенсійного страхування (RRIF) не пізніше досягнення 71 року.
RRSP — найрозповсюдженіший пенсійний план Канади, але існують також інші форми пенсійного заощадження.

## Дозволені активи
Такі рахунки пов'язані певними обмеженнями, перечисленими в канадському законі про оподаткування прибутків (див. Income taxes in Canada). Дозволені активи можуть бути наступними (один або кілька):
- депозитні вклади,
- гарантовані інвестиційні сертифікати,
- облігації,
- іпотечний житловий кредит,
- взаємні фонди,
- прибуткові трасти, income trust[en],
- корпоративні акції,
- іноземна валюта
- а також інвестиційні фонди малих підприємств, labour-sponsored funds[en].

## Оподаткування
Внески до RRSP віднімаються від оподатковуваного доходу, знижуючи податок на прибуток (income tax in Canada), що припадає на рік, за який заявлено ці внески. Дохід, отриманий на такий рахунок, не підлягяє оподаткуванню (в тому числі нараховані проценти, дивіденди, здобуток капіталу, здобуток від закордонних цінних паперів, кредити смертності тощо). У більшості випадків зняття грошей з рахунку оподатковується як дохід; у цьому сенсі оподаткування відбувається подібно до того, як і оподаткування Зареєстрованих пенсійних планів, заснованих роботодавцями.
В інших країнах існують подібні правила стосовно індивідуальних рахунків з захистом від оподаткування, тобто внески вважаються зробленими з заощаджень від доходу до оподаткування, і податки сплачуються після зняття вказаних грошей з рахунку, наприклад:
- Individual Retirement Account[en] у США,
- Self-invested personal pension[en] у Великій Британії.

## Спірні чисті бенефіти
Чисті вигоди вимірюються через різницю між заощадженнями на оподаткованому рахунку та на рахунку RRSP. На офіційних інтернет-сторінках наведено список бенефітів, як, наприклад:
- внески на RRSP звільняються від оподаткування.
- заощадження на RRSP захищені від оподаткування, але вони підлягають повному оподаткуванню у разі зняття.
- податки не начислюються до моменту зняття грошей з рахунку.

Також серед переваг RRSP часто наводять наступні:
- гранична ставка власника рахунку у разі зняття активів може бути нижчою, аніж ставка оподаткування, яку власник сплачував, коли робив оригінальний внесок.
- існують можливості розділення прибутків.
- включення грошей, знятих з рахунку RRSP, в оподаткований дохід, може знизити бенефіти, які були отримані іншим чином через інші програми.

Інші джерела оспорюють таке трактування..
«По суті, є два способи виграти від RRSP. Перший – це прямий розрахунок на те, що одного дня ви станете біднішими, ніж зараз. Іншим є податкова пільга на ваші захищені заробітки.»
«Рахунок з відстроченним оподаткуванням є аналогом товариства з обмеженою відповідальністю… Ми можемо концептуально відділити кожний долар на рахунку з відстроченним оподаткуванням into (the) investor's after-tax funds plus (the …) government's share of the current principal.»
Такої думки дотримуються, наприклад, канадський економіст Джек Мінц:
«Уряди також регулюють пенсії та надають податкові привілеї, щоб заохотити людей накопичувати гроши на свою пенсію. Звільняючи повернення заощаджень від податку на прибуток, люди, які заощаджують гроші на пенсійний вік, сплачують той самий податок протягом свого життя, що й ті, хто не заощаджує. Це забезпечує нейтральний податковий режим споживання та заощаджень, що сприяє покращенню справедливості та ефективності податкової системи». Іншими словами, прибуток, отриманий від заощаджень, ніколи не оподатковується, і немає жодних витрат/вигод від різного часу оподаткування доходів від зайнятості.
а також дві американські податкові публікації стосовно еквівалентного американського пенсійного рахунку. В таких джерелах наводиться модель і математичні докази того, що податкове вирахування (tax deduction) на внесок не є бенефітом, не існує бенефітів від відстрочок оподаткування, а прибутки не підлягяють оподаткуванню у разі зняття.
У протилежність наведеному вище списку, до переваг рахунку RRSP такі джерела причислюють:
- бенефіт від неоподаткованого зрісту, який не оподаткується у разі зняття.
- бонус (або штраф) за зниження (або підвищення) ставок оподаткування у період поміж внеском та зняттям грошей.
- можлива втрата інших урядових бенефітів, якщо зняття грошей підвищує оподаткований прибуток, а також можливе зростання бенефітів, якщо внески знижують оподаткований прибуток.
- втрата у разі затримки між внеском та вимогою налогового вирахування.

## Різновиди
Рахунок RRSP можна відкрити на одну або дві пов'язаних з ним людини:
- Індивідуальний (Individual RRSP): пов'язаний лише з одною людиною, власником рахунку, який є водночас єдиним вкладником рахунку.

- Для подружжя (Spousal RRSP): дозволяє тому, хто заробляє більше (spousal contributor) робити внесок на RRSP на ім'я жінки або чоловіка. У цьому разі власником рахунку є не той, на кого зараховують внесок, а його жінка або її чоловік. Подружжя може вилучити кошти, що підлягають оподаткуванню, після періоду утримання. RRSP для подружжя є засобом розподілу доходу при виході на пенсію: шляхом розподілу інвестиційної нерухомості між обома подружжям кожен з подружжя отримає половину доходу, і, таким чином, гранична ставка податку буде нижчою, ніж якщо б один з подружжя отримав весь дохід.

- Груповий (Group RRSP): роботодавець організує, щоб його робітники (автоматично) робили внески, за їхнім бажанням, згідно з графіком регулярних вирахувань із заробітної платні. Робітник може вирішити, яким буде розмір внеску на рік, а работодавець буде вираховувати цю суму і передавати її інвестиційному менеджеру, обраному для administer the group account. Потім внесок зараховується на індивідуальний рахунок працівника та інвестується, як зазначено. Основна відмінність від групового плану полягає в тому, що платник реалізує податкову економію негайно, замість того, щоб чекати до кінця податкового року.

- Колективний (Pooled RRSP): legislation was introduced during the 41st Canadian Parliament in 2011 to create Pooled Retirement Pension Plans (PRPP). PRPPs would be aimed at employees and employers in small businesses, and at self-employed people.[25]

## Внески
Внески (contribution) та вирахування (deduction) — то дві різні речі. Внески зазвичай вираховуються з оподаткованого доходу у тому ж самому податковому році, але можуть бути утриманими для подальшого використання.
| Рік  | Ліміт внеску | Рік  | Ліміт внеску |
| ---- | ------------ | ---- | ------------ |
| 2002 | $13,500      | 2009 | $21,000      |
| 2003 | $14,500      | 2010 | $22,000      |
| 2004 | $15,500      | 2011 | $22,450      |
| 2005 | $16,500      | 2012 | $22,970      |
| 2006 | $18,000      | 2013 | $23,820      |
| 2007 | $19,000      | 2014 | $24,270      |
| 2008 | $20,000      | 2015 | $24,930      |

Хоча можливо робити внески, що перевищують вказані ліміти, зазвичай цього робити не радять, оскільки будь-яка сума, що перевищує на $2,000 ліміт вирахування, підлягає значному штрафному податку та скасовує всі бенефіти (1 % per month on the overage amount).
Внески RRSP, що робляться протягом перших 60 днів податкового року (який не обов'язково збігається з календарним роком) відповідно до Закону про податок на прибуток необхідно звітувати про декларацію за минулий рік. Такі внески також можуть бути використані як вирахування за попередній податковий рік.

## Зняття активів
Власник рахунку має право зняти гроши (долари) або активи з рахунку RRSP у будь-якому віці. Утриманий податок утримується установою, що веде рахунок. Вилучені суми повинні бути включені до оподатковуваного доходу цього року. Утриманий податок зменшує заборгованість на кінець року. Є два винятки з цього процесу — план покупця житла та план навчання протягом усього життя.
До кінця року, коли власнику рахунку виповниться 71 рік, RRSP має бути виведений у готівку, або переведений до зареєстрованого фонду пенсійного доходу (RRIF) або ануїтету. До 2007 року власники рахунків повинні були приймати це рішення у віці 69 років, а не 71 року.
Інвестиції, які зберігаються в RRIF, можуть продовжувати зростати без оподаткування необмежено, хоча щороку виводиться в готівку і надсилається власнику рахунку обов'язкова мінімальна сума зняття з RRIF. У той час фізичні особи сподіваються оподатковуватись за нижчими податковими ставками, але насправді можуть сплатити вищі ставки, ніж були стягнені зі внесків.
Після смерті активи, що залишилися на рахунку, вилучаються та розподіляються безпосередньо названому бенефіціару. Через маєток вони не протікають. Рахунок закритий. Як і інші вилучення, вартість активів включається до оподатковуваного доходу власника рахунку. Ця велика одноразова сума може призвести до того, що більша частина її вартості буде оподатковуватися у верхній податковій групі. Зобов'язання по сплаті податку лягають на майно, незалежно від того, хто отримав активи на рахунку.
Є винятки. Якщо названим бенефіціаром є подружжя, рахунок продовжується без стягнення податків на ім'я подружжя. Існують також положення про неоподатковувану передачу майна неповнолітнім дітям, онукам та утриманцям.

## Особливі програми зняття

### План покупця будинку
Хоча первісна мета RRSP полягала в тому, щоб допомогти канадцям заощаджувати на пенсію, кошти RRSP можна використовувати для купівлі свого першого житла згідно з так званим Планом покупця житла (HBP). Власник RRSP може позичити без оподаткування до 25 000 доларів свого RRSP (та ще 25 000 доларів у RRSP чоловіка/дружини) для купівлі свого помешкання. Цю позику необхідно погасити протягом 15 років після двох років відстрочки. Всупереч поширеній думці, цей план можна використовувати більше одного разу протягом життя, якщо позичальник не мав житла протягом попередніх п’яти років і повністю погасив усі попередні позики за цим планом.

### План безперервного навчання
Подібно до Плану покупця будинку, план безперервного навчання (Life-Long Learning Plan, LLP) дозволяє тимчасове відлучення неоподатковуваних коштів від RRSP. Ця програма дозволяє особам позичати в RRSP, щоб піти або повернутися до середньої школи. Користувач може зняти від 10 000 доларів на рік до максимум 20 000 доларів. Перше погашення в рамках LLP буде сплачено не раніше, ніж у наступні дві дати.
1. 60 днів після п'ятого року після першого вилучення
2. другий рік після останнього року, коли студент був зарахований на денну форму навчання[30]

## Перенесення активів
Починаючи з 2003 року дозволяється переносити активи з RRSP на повнолітнього дорослого утриманця, дитину або онука (онучку), а також на чоловіка або жінку. Однак Закон про оподаткування прибутку (Income Tax Act, ITA) встановлює різні вимоги (обмеження) такого перенесення. Новий зареєстрований актив може призвести до скасування провінційних benefits. In many cases a court application to have someone appointed guardian of the child's property and person would be necessary to provide a legally authorized party to manage the asset if the child is deemed incompetent to do so. This possibility has an impact on the overall estate plan and often the distribution of the estate.
Acquiring this asset may also impact the adult dependent child's eligibility for provincial assistance programs. A Henson trust may be useful for enabling the adult dependent child to receive RRSP rollovers and still be eligible for provincial social assistance programs such as Ontario Disability Support Program (ODSP). A Lifetime Benefit Trust (LBT) is a new option that may be valuable for leaving a personal trust in a will for a special needs, financially dependent child, grandchild or spouse. It has the added benefit that RRSP assets dedicated to the LBT could be protected from creditors.

## Іноземні внески
Спочатку рахунки RRSP були обмеженими переважно для канадських інвестицій — таких, як сертифікати гарантованого прибутку (GIC), облігації та акції канадських корпорацій, а також взаємні фонди, які утримували подібні активи. Доля неканадського змісту обмежувалася 10 % активів пенсійного плану, що спочатку вимірювалося за риночною ціною, а з 1971 року — 10 % від балансової вартості.
У 2005 році закон змінили таким чином, що ліміт іноземних інвестицій було взагалі скасовано.